# Jiřetice (Neustupov)
Jiřetice (Duits: Jirschetitz of Jirschetitz bei Neustupau) is een Tsjechische plaats in de gemeente Neustupov, regio Midden-Bohemen, en maakt deel uit van het district Benešov. Het dorp ligt op 2,5 kilometer afstand van Neustupov.
Jiřetice telt 81 inwoners (2021).

## Geschiedenis
De eerste schriftelijke vermelding van het dorp dateert van 1318.
Van 1869 tot en 1929 was Jiřetice onderdeel van de gemeente Neustupov in het toenmalige district Sedlčany. Van 1930 tot en met 1979 was het een zelfstandige gemeente, die eerst tot het district Sedlčany behoorde, vanaf 1950 tot het district Votice en sinds 1969 tot het district Benešov. Op 1 januari 1980 werd Jiřetice opnieuw een deelgemeente van Neustupov.

## Voorzieningen
Er is een brandweerkazerne in het dorp.

## Verkeer en vervoer

### Autowegen
Er leidt een regionale weg naar het dorp.

### Spoorlijnen
Er is geen station in Jiřetice. Het dichtstbijzijnde station is in Votice, op zo'n 11,5 kilometer afstand. Dat station ligt aan spoorlijn 220 van Praag naar Tábor.

### Buslijnen
Er is één bushalte in het dorp:
| Halte               | Lijn(en)       | Traject(en)                                                    | Vervoerder(s)                    |
| ------------------- | -------------- | -------------------------------------------------------------- | -------------------------------- |
| Neustupov, Jiřetice | 452 456 390452 | Mladá Vožice - Benešov Pojbuky - Miličín Mladá Vožice - Votice | CŠAD Benešov BusLine jižní Čechy |

## Bezienswaardigheden
Op de heuvel boven het Novomlýnskámeer zijn sporen van middeleeuwse steenwinning bewaard gebleven. Deze zijn tot beschermd monument verklaard. De locatie werd voor het eerst ontdekt gedurende de twintigste eeuw. Toen werd nog gedacht aan de restanten van een fort, maar op basis van analogieën met vergelijkbare plaatsen in de nabije omgeving, werd vastgesteld dat het moest gaan om mijnbouw of prospectie. De sporen beslaan een nagenoeg rechthoekige plattegrond, die aan drie zijden wordt omzoomd door een ongeveer twee meter hoge wal. Deze omringt een gebied dat een tot twee meter lager ligt dan het omliggende terrein.

## Galerij

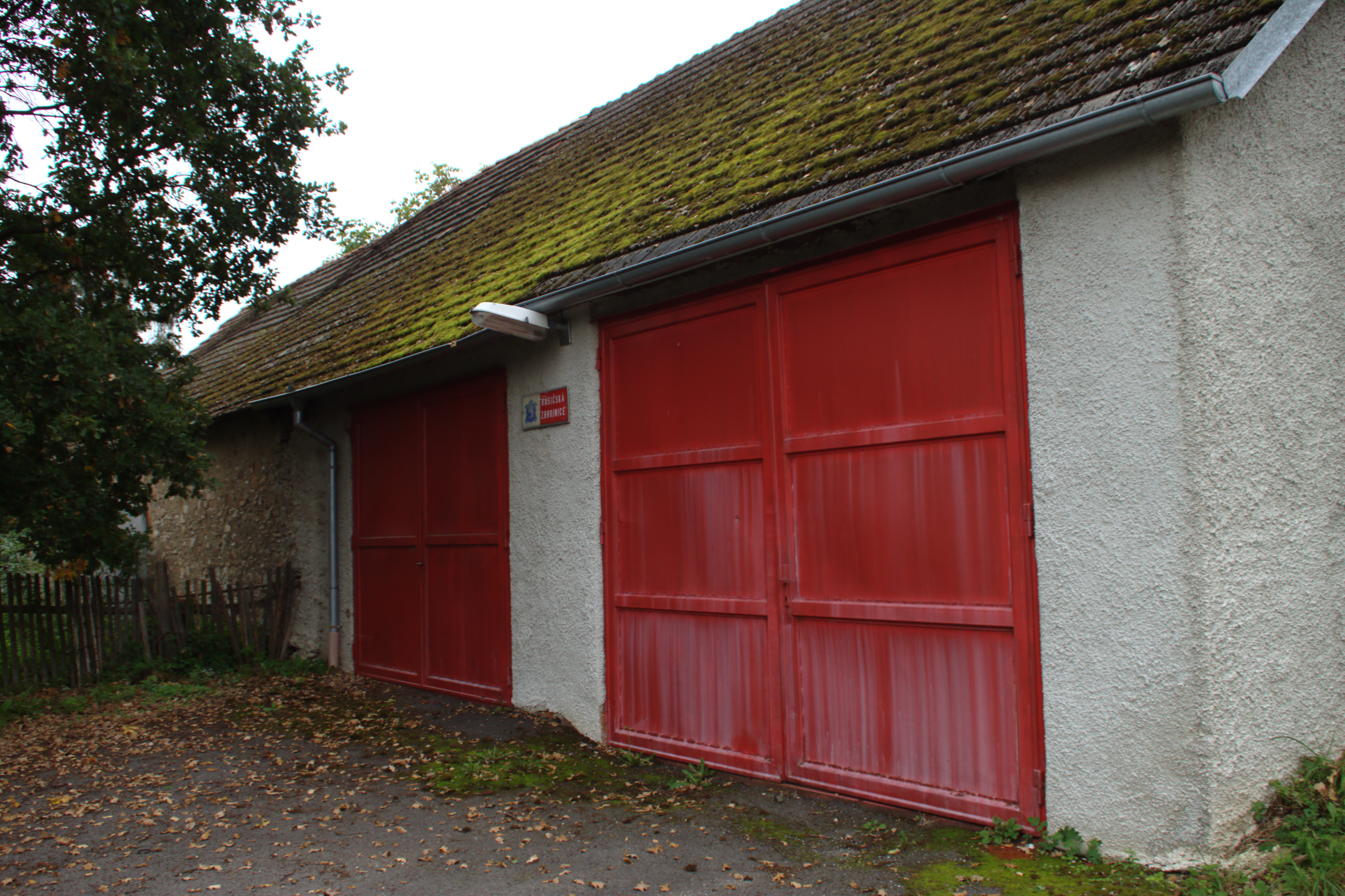
Brandweerkazerne (2014)
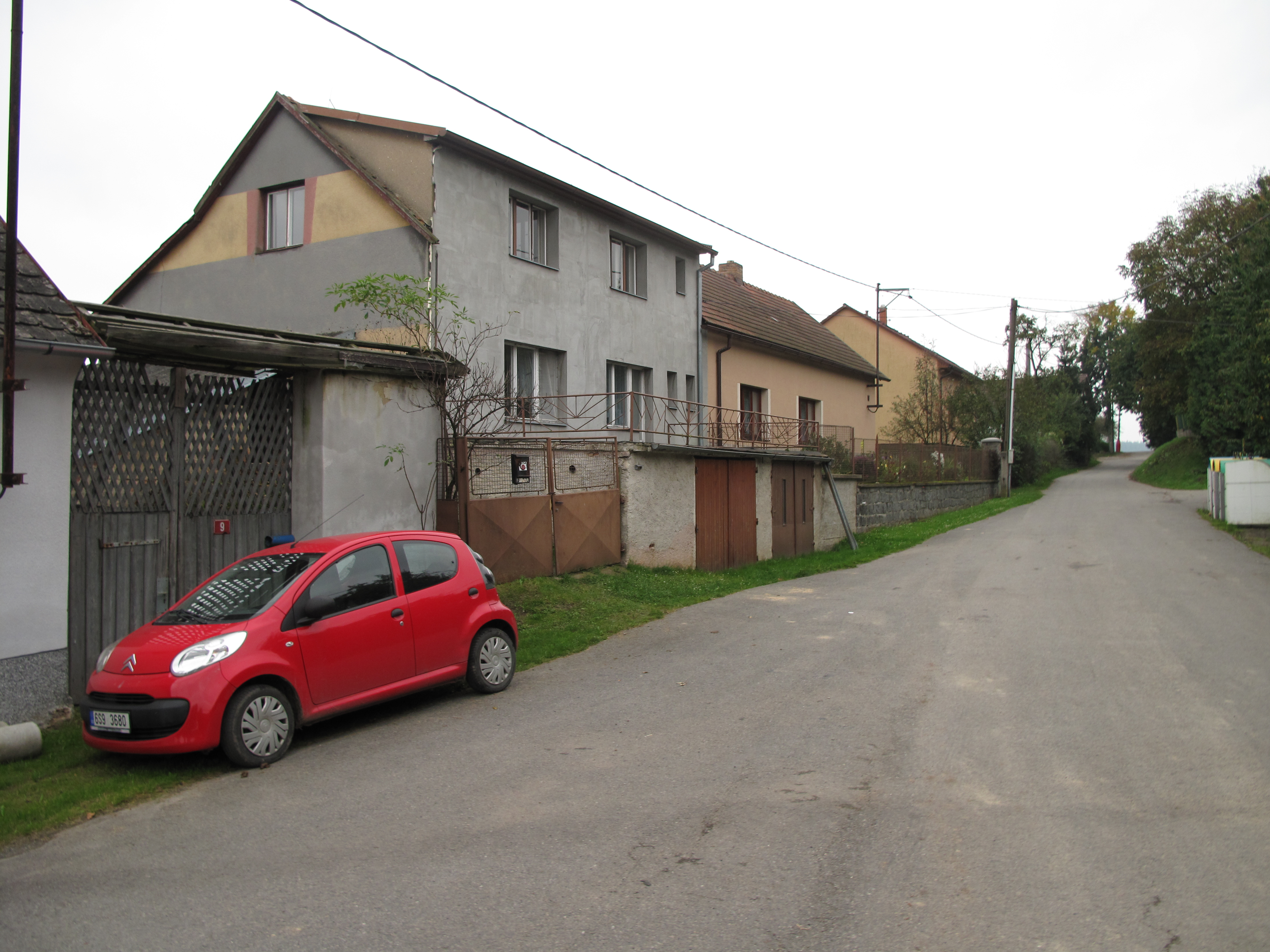
Straat in het dorp (2014)
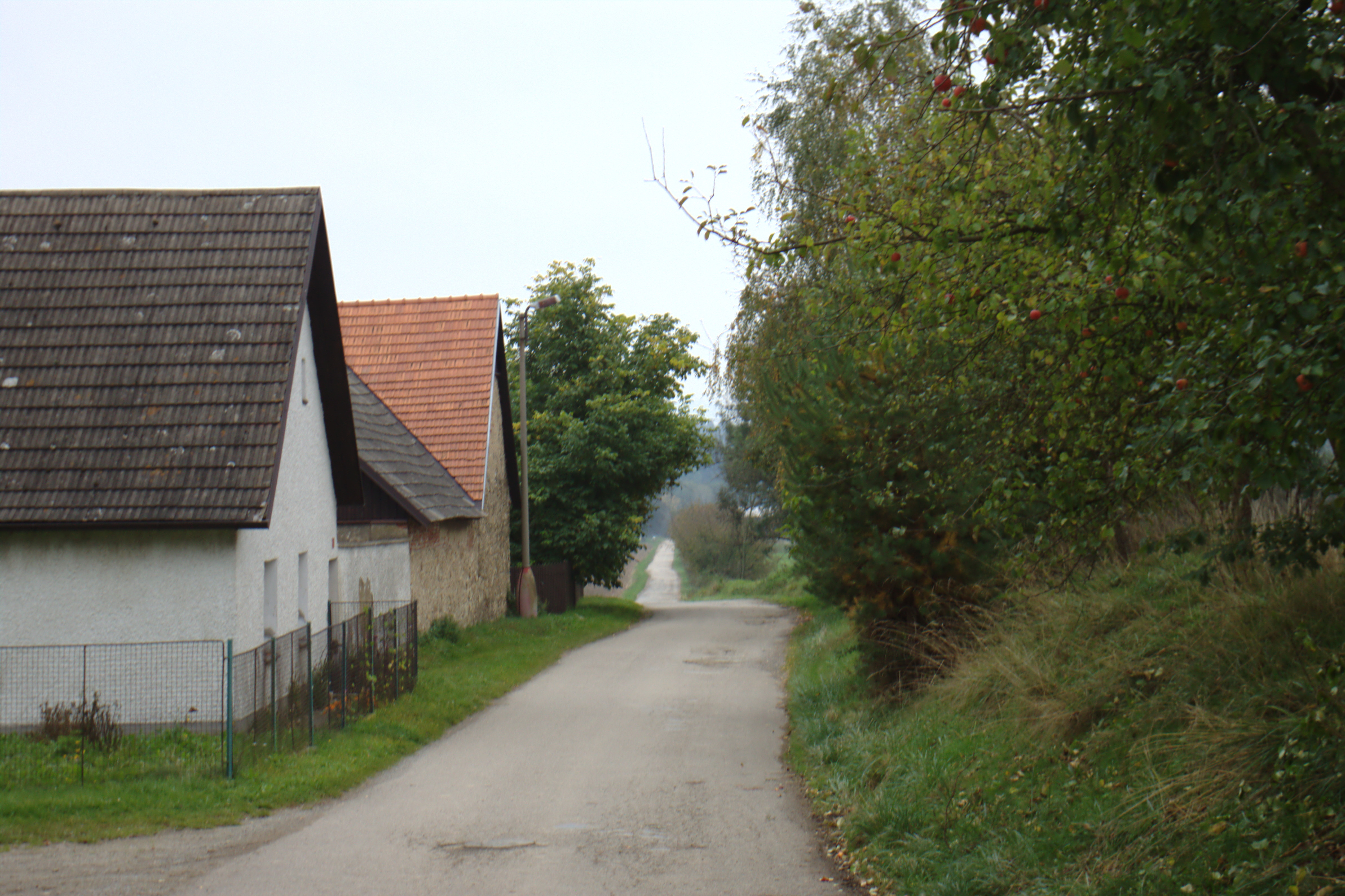
Huizen in het dorp (2014)